# Hehe (peuple)
Pour les articles homonymes, voir Hehe.
Les Hehe sont une population bantoue d'Afrique de l'Est vivant en Tanzanie, principalement dans la région d'Iringa.

## Ethnonymie
Selon les sources et le contexte, on observe également la forme Wahehe.

## Langue
Leur langue est le hehe (ou kihehe), une langue bantoue dont le nombre de locuteurs était estimé à 805 000 en 2006.

## Histoire
Sous la direction du chef Mkwawa, les membres de la tribu ont longtemps opposé une résistance farouche à la puissance coloniale allemande. En 1891, ils ont réussi à vaincre une expédition militaire allemande sous le commandement d’Emil von Zelewski lors de la bataille de Lugalo, ce qui a laissé une impression durable sur le public allemand. Ce n’est qu’en octobre 1894 qu’ils furent soumis de force par la Troupe de protection de l'Afrique orientale dirigée par Friedrich von Schele. Le chef Mkwawa a mené une guérilla contre le pouvoir colonial jusqu’en 1898, dont le point culminant a été le suicide du chef.
Lors du soulèvement des Maji-Maji (1905-1908), en revanche, les Hehe étaient principalement loyaux envers les Allemands et fournissaient des troupes auxiliaires (Rugaruga).

### Discographie
- (en) Tanzania instruments : Tanganyika, 1950 (collecteur Hugh Tracey), International Library of African Music, Grahamstown, 2003, CD (62 min 52 s) + brochure (16 p.) ; enregistrements réalisés chez les Nyakyusa, Gogo, Hehe, Nyamwezi, Haya